# Сахненко, Иван Владимирович
Ива́н Влади́мирович Сахне́нко (род. 8 июля 1955, Москва, СССР) — независимый художник.
Родился в 1955 году в Москве в семье художников — скульптора Зои Рябченко и известного керамиста и художника Владимира Сахненко.
Несколько лет после школы работал бутафором в тульском ТЮЗе.
В 1977 году поступил в пензенское художественное училище на отделение скульптуры.
Противодействие идеологическому давлению закончилось отчислением из училища в 1979 году.
Поступил в минское художественное училище, которое вскоре бросил, решив, что от самостоятельных штудий пользы будет больше.
Знакомится с близкими под духу художниками: Валерием Красильниковым,
Аветиком, Сергеем Наумовым, Владимиром Трямкиным. В разных сочетаниях
и составах они проводят совместные выставки и прочие мероприятия.
Множество работ было сделано во время путешествий. В 1990-е: Германия, Италия, Франция, Чехия. В 2000—2013: Тунис, Турция, Черногория, Эфиопия, Киргизия.
В 1997 году вместе со студией «Кадабра» работает в интернете («Антипроект 13» и др.).
Живет в Туле.
Имеет первый разряд по шахматам. На чемпионате Тульской области 2010 года занял второе место.

## Собрания работ
- Музей современного искусства «Эрарта», Санкт-Петербург
- Галереи «Арт-сезон» и «Арт-караван», Москва

## Персонализированные почтовые марки Республики Молдова, посвященные творчеству Ивана Сахненко
В 2016 году в Республике Молдова выпущены две персонализированные почтовые марки, на которых изображено:
-  картина художника Ивана Сахненко: Дина, 2015, х.м., 70Х50;
- процесс написания художником Иваном Сахненко картины Дина, 2015, х.м., 70Х50 (Галдина Дина Николаевна позирует в рабочей студии художника Ивана Сахненко в процессе написания «Дины»).

Марки выпущены небольшим тиражом на малых листах. Данные марки являются платежным средством для оплаты почтовых услуг в Молдове.  	Практика выпуска персонализированных почтовых марок (марок официальных почтовых служб отдельных стран по частным заказам с изображение событий, людей, организаций и т.д.), В качестве примера можно привести такие страны как Украина,  Малайзия, Республика Молдова, Австрия, Австралия, Испания и др.  Причем данная практика вводится соответствующим нормативным документом государства.  В Республике Молдова выпуск  персонализированных почтовых марок предусмотрен разделом VII  Постановления Правительства Республики Молдова Nr. 1254 от  10.11.2008 г. «Об  утверждении Положения о почтовых марках, цельных  вещах и специальных почтовых штемпелях Республики Молдова».

## Выставки
- 1987 — Выставка группы «Арбатр». Центральный выставочный зал «Манеж», Москва
- 1989 — Ярмарка искусств «Interart», Познань, Польша
- 1990 — Галерея «Лютеция». Отель «Друо», выставка-аукцион. Париж
- 1990 — Ярмарка искусств «Interart», Познань, Польша
- 1990 — АРТ МИФ. Московская международная художественная ярмарка. Центральный выставочный зал «Манеж», Москва
- 1990 — Выставка троих (Аветик, Иван Сахненко, Сергей Наумов). ЦДХ, Москва
- 1991 — АРТ МИФ 2. Московская международная художественная ярмарка. Центральный выставочный зал «Манеж», Москва
- 1991 — Выставка троих (Аветик, Иван Сахненко, Сергей Наумов). Выставочный зал «Раменки», Москва
- 1992 — Галерея «На Солянке», Москва, совместно с Сергеем Наумовым
- 1995 — «После концепции», ЦДХ, Москва, совместно с Сергеем Наумовым, Аветиком, Валерием Красильниковым и др.
- 1999 — Галерея «На старой Басманной», Москва, совместно с отцом, Владимиром Сахненко
- 1999 — «Культурные герои 21 века», Тула
- 2004 — Музей декоративно-прикладного искусства, Москва
- 2005 — «Осенний марафон», ЦДХ, Москва, совместно с Владимиром Сахненко, Аветиком и др.
- 2006 — «Во времени и пространстве», ЦДХ, Москва
- 2007 — «Иван Сахненко. Живопись», выставочный зал НИИ реставрации, Москва (museum.ru о выставке и конференции)
- 2011 — Персональная выставка в филиале музея-усадьбы Ясная Поляна, Крапивна
- 2012 — «Испанские маршруты. Версия III. Менины», Центр Современной Живописи и Институт Сервантеса, Москва
- 2013 — Персональная выставка в Пространстве «Мечта», д. Селиваново, Тульская область
- 2013 — Экспозиция картин в рамках выставки «Моя коллекция» в городском выставочном центре, Протвино
- 2014 — Экспозиция картин в рамках II слета коллекционеров Международного союза коллекционеров, Тула
- 2014 — Персональная выставка в историко-краеведческом музее, Протвино
- 2014 — Персональная выставка в художественно-краеведческом музее, Узловая
- 2015 — Персональная выставка в историко-краеведческом музее, Протвино
- 2015 — Персональная выставка в Центре «Екатерининский», Серпухов
- 2019 — Персональная выставка в Центральном выставочном зале, Тула
- 2020 — Персональная выставка в Выставочном центре, Протвино
- 2021 — Экспозиция картин в рамках художественной выставки друзей молдавской культуры «Бусуйок», в Выставочном зале г. Тула – , Тула

## Галерея

### Живопись
- Похороны носатого. 1995, холст, масло, 80х60 см
- Флоренция. Санта-Мария Новелла. 1994, холст, масло, 62х76 см
- Парк. Холст, масло
- Урок анатомии. Холст, масло
- Текила и фрукты. Холст, масло
- Лилии. Холст, масло
- Пейзаж с мостиком. 2004, холст, масло, 60x50 см
- Сусанна и старцы. 2006, холст, масло
- Портрет Владимира Щипкова. Холст, масло
- Володя,  1999, х.м.,  69х50
- Портрет Саши Викторова. Холст, масло
- Портрет Саши Викторова. Холст, масло
- Портрет А.Г. Викторова, 2005, х.м., 70х40
- Саша Щепотьев в своей черной шляпе, 2014, х.м., 65х50
- Саша Щепотьев с бокалом, 2014, х.м., 65х50
- Саша Щепотьев с книгой, 2014, х.м., 65х50
- Валентина 2015 х м 65х50
- Наталия 2013 х.м. 60х50
- Сергей 2015 х м 65х50
- Портрет Сергея Каткова, 2014, х.м., 74х52
- Юра 2015 х м 60х50
- Автопортрет Ивана Сахненко
- Терпуг. Холст, масло
- Селедка и щука, 2013, х.м., 50х80
- Сайра. 2006,2014 х.м. 52х82
- Лилии и маски, 2014 хм 70х40
- Люпины 2014 х.м. 60х50
- Три дерева. Киргизия. 2012 х.м. 60х50
- натюрморт с хризантемой 2015 х м 50х60

### Графика
- Сусанна и старцы. Бумага, графит
- Сатир и нимфа. 2014, бумага, графит, 59x42

## Тексты Ивана Сахненко
- Кратное четырём
- Меня все больше поражает...

## Публикации об Иване Сахненко
- Буклет IVAN SAKHNENKO, 1991, с.3.
- Буклет живопись: Аветик Абадян, Валерий Красильников, Сергей Наумов, Иван Сахненко, Москва, 1990, МЦ «Агромакс», с. 8.
- Алёна Бабенко. Тематика картин разнообразна.// Узловская газета «Знамя» от 12.09.14г.
- Государственный научно-исследовательский институт реставрации (ГосНИИР). // Иван Сахненко. Живопись. Москва – 2007., с. 4.
- Завтра в музее села Крапивна в Тульской области открывается выставка живописи Ивана Сахненко.// Газета «Молодой коммунар» от 08.02.11 г.
- Искусство и жизнь.//100 работ из коллекций. Альбом. Музей современного искусства «Эрарта», С-Пб. - 2008., с. 224., с. 160-163.
- И. Александрова. Глава поддержал инициативы творческой интеллигенции.// Газета «Протвино сегодня». 15.06.2014г.
- Иван Сахненко.//Классический сюжет в коллекции. Альбом. Музей и галереи современного искусства «Эрарта», СПб. - 2009., с. 185., с. 142-145.
- Живопись Ивана Сахненко// Газета «Тульские известия» от 10.02.2011г.
- Овчинников, М.В. Запретные мифы от Ивана Сахненко /М.В. Овчинников// Музей современного искусства «Эрарта». Классический сюжет в коллекции: альбом / глав. ред М. В. Овчинников. — СПб: Эрарта, 2009. — С. 129-145.
- Психология сельской жизни.//100 работ из коллекций. Альбом. Музей современного искусства «Эрарта», С-Пб. - 2008., с. 224., с. 164-164.
- Савва Ямщиков. «Иван Сахненко. Живопись». Вступительная статья Павла Ванайкина, 2007г., с. 17.
- В. Титков, А. Черепов, А. Герасимов, В. Романенко, И. Титков. Два дня с аншлагом.//Лавка коллекционера, № 2. — Самара: 2014. — с. 45, 48.
- А. Щепотьев. Протвино - культуру в народные массы. Выставка «Моя коллекция».//Лавка коллекционера, № 2. — Самара: 2014. — с. 8.
- Майоров М. В. Сахненко, Иван Владимирович // Биографические материалы к тульской историко-культурной энциклопедии.— Тула, 2016.— С. 216-217. То же в кн.: Тульский биографический словарь: новая реальность / Гл. ред. и сост. М. В. Майоров.— Москва: Минувшее, 2016.— С. 414-416.
- Щепотьев А. В.   Персонализированные почтовые марки: события, люди, достижения.//Лавка коллекционера, № 1 (158). — Самара: 2017. — с. 14-15.

## Избранные работы на сайте «Антипроект 13»
- «Венеция»
- «Черт-попрошайка»
- «Двое»